# Annabel Lee

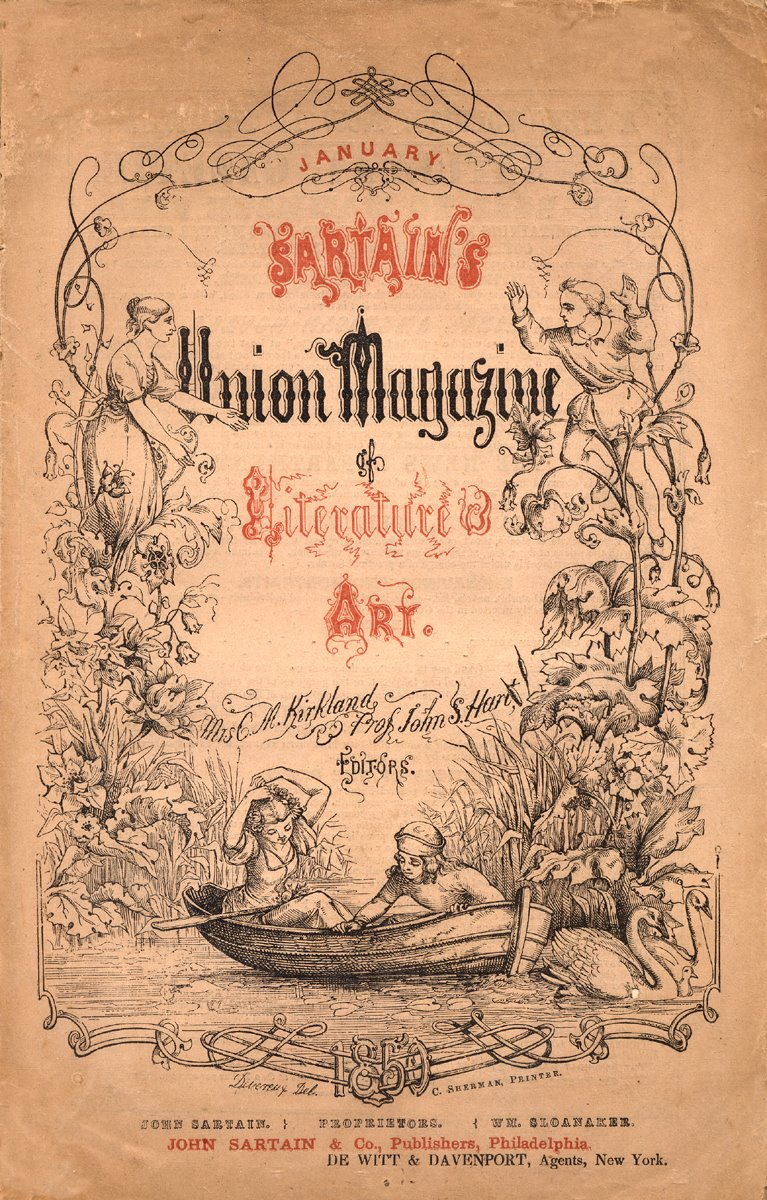
Sartain's Union Magazine of Literature and Art, ianuarie 1850, Philadelphia

„Annabel Lee” este ultimul poem complet al scriitorului american Edgar Allan Poe. Ca multe dintre poemele lui Poe, el explorează tema morții unei femei frumoase. Naratorul, care se îndrăgostise de Annabel Lee atunci când ambii erau tineri, are o dragoste atât de puternică pentru ea încât chiar și îngerii sunt invidioși. El își păstrează dragostea lui pentru ea, chiar și după moartea ei. Au existat dezbateri cu privire la femeia care a fost sursa de inspirație pentru „Annabel Lee”. Deși au fost sugerate mai multe femei, soția lui Poe, Virginia Eliza Clemm Poe, este una dintre candidatele cele mai credibile. Scris în 1849, poemul a fost publicat abia la scurt timp după moartea lui Poe în același an.

## Rezumat
Naratorul poemului își descrie dragostea lui pentru Annabel Lee, care a început cu mulți ani în urmă într-un „regat lângă mare”. Deși ei erau tineri, dragostea lor unul pentru celălalt ardea cu atâta intensitate încât îngerii au devenit invidioși. Acesta este motivul pentru care naratorul crede că serafimii au cauzat moartea ei. Chiar și așa, dragostea lor este suficient de puternică ca să treacă dincolo de mormânt și naratorul crede că cele două suflete sunt încă nedespărțite. În fiecare noapte, el o visează pe Annabel Lee și vede strălucirea ochilor ei în stele. În fiecare noapte, el se culcă alături de ea în mormântul ei de lângă mare.

## Analiză
Ca multe alte poeme ale lui Poe, precum „Corbul”, „Ulalume” și „Celei din paradis”, „Annabel Lee” utilizează o temă frecventă a lui Poe și anume tema „moartea unei femei frumoase”, pe care el o considera ca fiind „subiectul cel mai poetic din lume”. Ca și alte femei din multe scrieri ale lui Poe, ea se îmbolnăvește și se căsătorește de tânără. Poemul se concentrează pe o iubire ideală, care este neobișnuit de puternică. De fapt, acțiunile naratorului arată nu numai că el o iubește pe Annabel Lee, ci o venerează, ceva ce se poate face doar după moartea ei. Naratorul recunoaște că el și Annabel Lee erau copii atunci când s-au îndrăgostit, dar explicația sa că îngerii au ucis-o este în sine copilărească, sugerând că el nu s-a maturizat mult de atunci. Repetarea acestei afirmații sugerează că el încearcă să-și raționalizeze propriile sentimente excesive de pierdere.
Spre deosebire de „Corbul”, în care naratorul crede că el nu se va mai întâlni „niciodată” cu iubirea sa, în „Annabel Lee” se spune că cei doi vor fi din nou împreună, deoarece nici măcar demonii „nu le pot despărți” sufletele.

### Structură poetică
„Annabel Lee” este format din șase strofe, trei cu șase versuri, una cu șapte și două cu opt, cu o rimă ușor diferită în fiecare dintre ele. Deși nu este punct de vedere tehnic o baladă, Poe a menționat-o astfel. Ca o baladă, poemul folosește repetarea unor cuvinte și expresii în mod intenționat pentru a crea efectul trist. Numele Annabel Lee scoate în evidență sunetul literei „L”, un truc frecvent întâlnit la personajele feminine ale lui Poe precum „Eulalie”, „Lenore” și „Ulalume”.
Există dezbateri cu privire la ultimul vers al poemului. The Edgar Allan Poe Society din Baltimore, Maryland a identificat 11 versiuni ale poemului „Annabel Lee” care au fost publicate între 1849 și 1850. Cu toate acestea, cea mai mare variație este în versul final:
Manuscrisul original: In her tomb by the side of the sea
Versiunea alternativă: In her tomb by the sounding sea

## Surse de inspirație

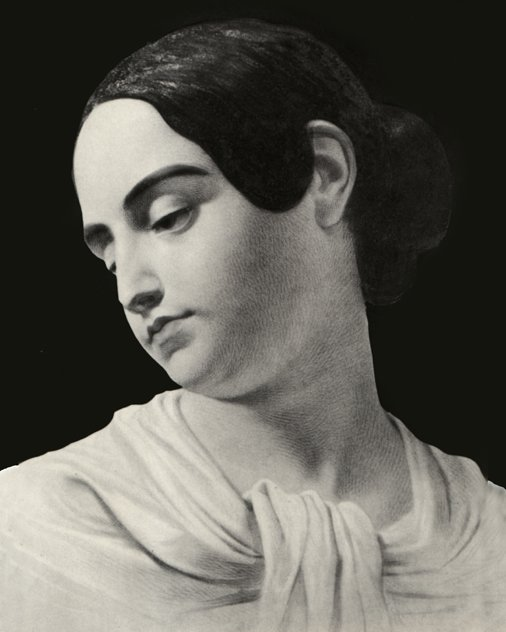
Soția lui Poe, Virginia, este considerată adesea a fi sursa de inspirație pentru „Annabel Lee”.